# Ōgimi
Ōgimi (大宜味村, Ōgimi-son) est un village du district de Kunigami, situé dans la préfecture d'Okinawa, au Japon. Son nom okinawaïen est Ujimi.

## Géographie

### Situation
Ōgimi est situé sur la côte occidentale du nord de l'île d'Okinawa, au Japon.

### Démographie
Au 31 mars 2025, la population d'Ōgimi s'élevait à 2 925 habitants répartis sur une superficie de 63,55 km2.

## Patrimoine culturel et naturel
Le village d’Ōgimi compte cinq éléments désignés ou enregistrés comme patrimoine matériel, culturel ou naturel, au niveau national, préfectoral ou municipal,. 
- Nom (japonais) (type d’enregistrement)

### Patrimoine matériel
- Bâtiment de l’ancienne mairie d’Ōgimi (大宜味村役場旧庁舎?) (National)

### Monuments naturels
- Bois bleus (Hernandia nymphaeifolia) de Shioya-ufuncha (塩屋ウフンチャのハスノハギリ?) (Municipal)
- Communauté de lataniers de Chine (Livistona chinensis) d’Ōgimi Utaki (大宜味御嶽のビロウ群落?) (Préfectoral)
- Corail tabulaire du littoral de Kijoka Itashiki (喜如嘉板敷海岸の板干瀬?) (Préfectoral)
- Communauté végétale de Tanna Ugan (田港御願の植物群落?) (National)